# Săsenii Noi
Săsenii Noi – wieś w Rumunii, w okręgu Buzău, w gminie Vernești. W 2011 roku liczyła 308 mieszkańców.